# Egri Gazdasági Vasút
Az Egri Gazdasági Vasút vagy Eger–Szarvaskői Gazdasági Vasút, később az Egri Tanács kisvasútja illetve Egri Úttörővasút egy keskeny nyomtávolságú, egyvágányú vasút volt Eger és Szarvaskő területén. 1922-től 1926-ig és 1958-tól 1967-ig bányavasútként, 1967-től 1976-ig pedig kirándulók, üdülők (elsősorban a keselyőbérci úttörőtábor lakói) és a tanács kavicsbányájából kitermelt kő szállítására használták.

## Történelem

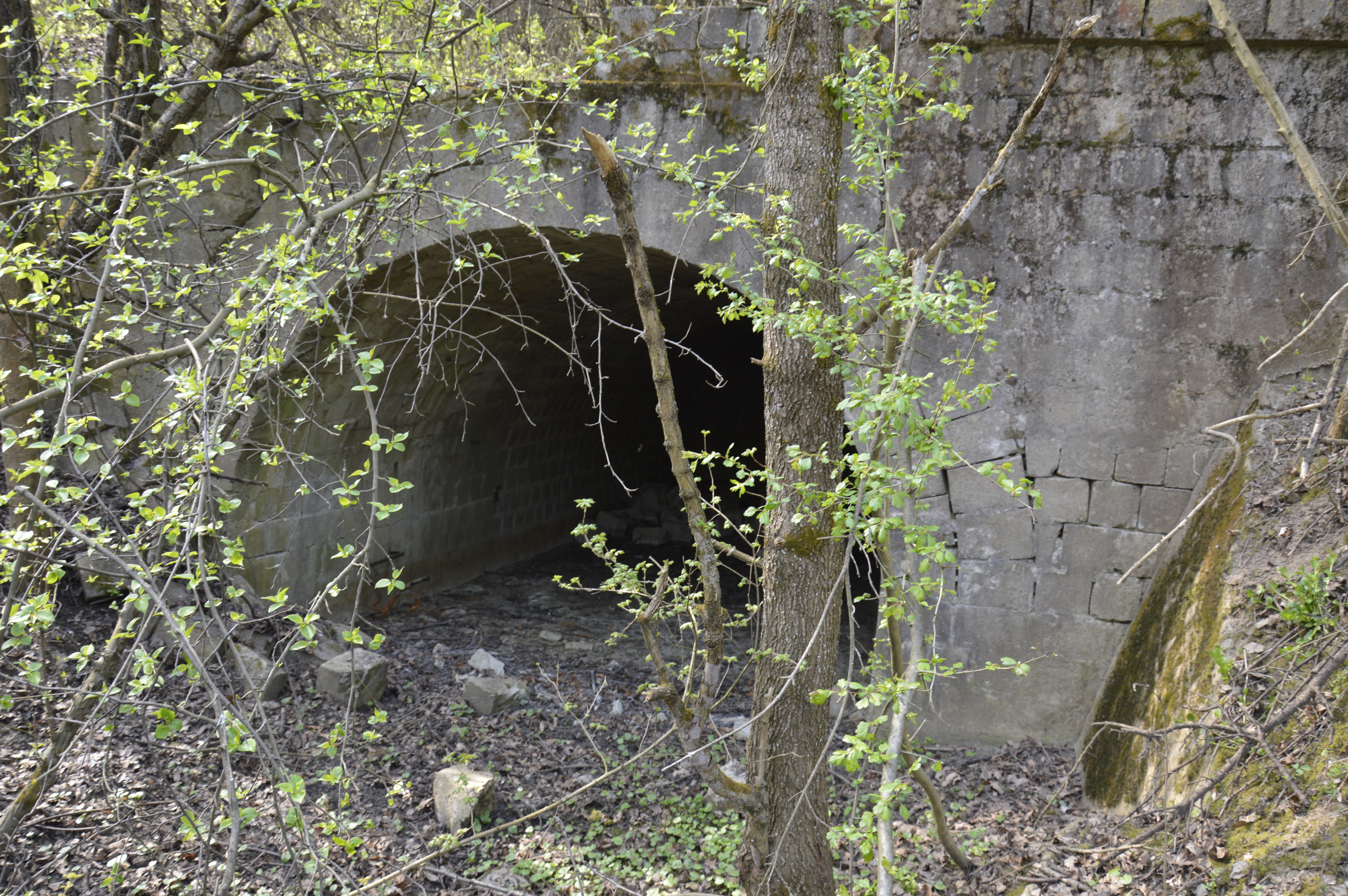
Bányalejáró Szarvaskőn

### Érseki bányavasút
1921 februárjában alakult meg az Érseki Bánya és Ipartelepek Rt. A Szarvaskő területén, az Almár-völgyben kőszéntelepek után végzett kutatások eredményesek voltak, így a Töviskes-hegy oldalában kihajtották a Szent János-tárót.
A szén elszállítására 5,5 km hosszú keskeny nyomközű vasutat terveztek, az Eger–Putnok-vasútvonalhoz csatlakozva. Az utóbbira tervezett iparvágány-kiágazás, az átrakó és a bányavasút 1922. február 22-én kapta meg a Magyar Királyi Kereskedelemügyi Minisztériumtól az építési engedélyt, melyben rögzítették a vonal paramétereit is.
Az Eger–Putnok-vasútvonalon a kisvasút átrakójánál új megállóhelyet létesítettek Felnémet-bányatelep (ma Almár) néven. Az átrakó állomáson hídmérleget és szolgálati helyiséget építettek. Az állomást elhagyva a vonal előbb az Eger-patakot keresztezte 3x6 m-es nyílású híddal, majd az Almár-patakot 6 m-es völgyhíddal. A pálya nyomvonala az Almár-patak követte északnyugati irányban, a sziklás hegyoldalba vágva. Később újra keresztezte az Almár-patakot egy 4 m-es nyílású híddal, mielőtt elérte a szénbányát.
A Magyar Királyi Vasúti és Hajózási Főfelügyelőség november 10-i bejárásán megállapította, hogy a vonal teljes hosszán elkészült, csak a felső szakaszon folynak szabályozási munkák; ez alapján a kereskedelemügyi minisztérium december 21-én ideiglenesen engedélyezte a szénszállítást. A vonalra a Királyréti Erdei Vasútról érkezett a Sándor gőzmozdony.
A szénbánya termelése 1923–1924-ben évi 15–16 000 tonnával tetőzött, majd visszaesett, és 1926-ban megszűnt. Az Érseki Bánya és Ipartelepek Rt. 1928-ban felmondta a nagyvasúti iparvágány használatára vonatkozó szerződést, a MÁV a vágányt elbontotta. A kisvasút felbontásának ideje ismeretlen.

### Egri Gazdasági Vasút
Az 1950-es években a Nehézipari Minisztérium próbafúrások alapján megállapította, hogy felhagyott szarvaskői szénbánya körzetében 15 millió tonnányi kőszénvagyon található. 1957-ben napi 300 tonna (30 vagon) kitermelhető mennyiséggel számoltak, aminek a felét Egerbe szánták háztartási tüzelőanyagnak, a másik felét nagyvasútra átrakva ipari célra tervezték felhasználni.
A szállítási lehetőségek közül az egykori érseki bányavasút nyomvonalán, annak földmunkáit felhasználva építendő gazdasági vasút kiépítése a számítások szerint 40%-kal olcsóbb volt, mint Szarvaskő állomásig szilárd burkolatú út kiépítésével történő közúti szállítás, ezért ezt választották. Átrakóhelyként Almár mellett Felnémet vasútállomás is felmerült, de végül előbbi épült meg.
A vasútvonal 1958 végére elkészült (egyelőre az az üzemi épületek, motorszín, átrakó állomás nélkül), az Eger-Salgótarjáni TÜZÉP Vállalat által felvett 5 millió forintos bankkölcsönből. Az üzemeltetést a Gazdasági Vasutak Igazgatósága (GVI) végezte. Az első szénszállítmány december 21-én közlekedett. A GVI 1960. április 1-jén megszűnt, a vonal a MÁV kezelésébe került; a MÁV fejezte be a kétvágányos egri motorszín és az átrakó építését is.
A jellemző napi forgalom 3 pár tehervonat és 3 pár munkásszállító személyvonat közlekedését jelentette. Az 1960-as években felmerültek tervek úttörővasúti üzemre, de a lejtviszonyok és a kézifékes üzem miatt az üzemeltető ezt nem vállalta. 1962-ben egy gazdaságossági vizsgálat arra jutott, hogy lenne igény turisztikai személyforgalomra, és ehhez rendelkezésre is áll a járműpark és a személyzet, de Eger Város Tanácsa sürgetése ellenére sem indult meg a személyforgalom.
1964-ben a mindössze hat éves pálya állapotának romlása miatt több baleset is történt. 1967 áprilisában újra számításokat végeztek a teherautós számítás lehetőségéről, de ismét a vasutat ítélték gazdaságosabbnak. A bánya ugyanakkor nem váltotta be a hozzá fűzött reményeket: a napi átlagtermelés csak 170–200 tonna között mozgott, és a geológiai adottságok miatt a termelési költségek magasak voltak. a Nehézipari Minisztérium ezért a megszüntetése mellett döntött, így az 1967. július 1-jén leállt. A Gazdasági Vasút még július 31-ig üzemelt, de már csak a bánya leszerelt anyagait szállította.

### Az Egri Tanács kisvasútja, Úttörővasút
1967. augusztus 1-jén Eger Város Tanácsa átvette a gazdasági vasutat „kirándulók, üdülők, valamint kavicsbánya termékeinek saját kezelésében történő fuvarozása céljából”. A vonal ekkor rossz állapotban volt. A Tanács 1968-ban az egykori szénbánya felett, a Felső-legelő dűlőn kavicsbányát nyitott, ahonnan vasúton szállította a követ. Az 1969. májusi menetrend hétköznap két, hétvégén három pár személyvonatot tartalmazott; a menetidő hegymenetben 50, visszafelé 40 perc volt.
1970-ben a keselyőbérci egykori bányatelepen úttörőtábort nyitottak Egri Csillagok néven; a kisvasutat ekkor nevezték először úttörővasútnak. A személyforgalom ugyanakkor nem termelt érdemi bevételt, a kavicsbánya termelése pedig akadozott, így az évi 900 ezer Ft-os üzemeltetési költséget nem tudták kitermelni, a vasút állapota az 1970-es évek közepére leromlott. Ugyan 1973-ban készültek felújítási tervek, de annak költségét sem tudta biztosítani a tanács. 1976 nyarán közlekedtek utoljára a vonatok; a következő évben az úttörőtáborhoz vezető utat felújították, és autóbuszokkal oldották meg a közlekedést. Még ebben az évben elbontották az almári átrakónál a normál nyomközű rakodóvágányt; a kisvasútra 1978-ban hozott bontási határozatot a megyei tanács.

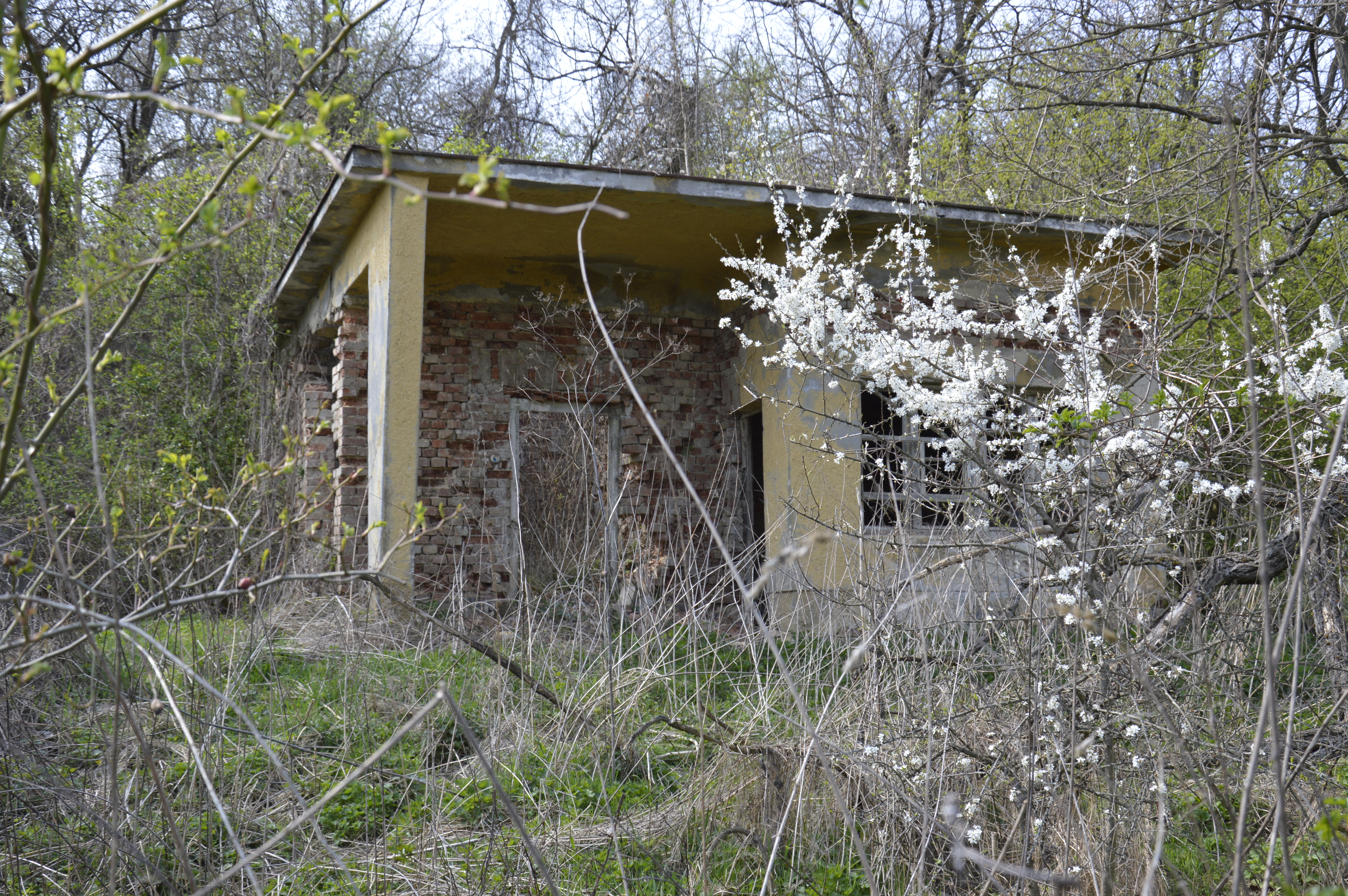
Az egykori keselyőbérci forgalmi épület romjai

### A vasút maradványai
2012-ben az egri GV épület még megtalálható a Bükk sétányon, festőüzem működik benne. Az Eger-patakot időközben szabályozták, az egykori híd helye sem ismerhető fel. A fasor szegélyezte töltés egy szakaszon még felismerhető, majd a Nagylaposon a Tesco csomópont magasságától csaknem Felnémetig az új kerékpárút fut rajta. Felnémeten a Pásztorvölgy utca jelöli ki a nyomvonalat. Az Eger-patakon a hídfők találhatók meg.
Az átrakó állomásnál a magasrakodóra felvezető töltés még kivehető, a GV szolgálati helyisége is áll, betonaljak is láthatók. Az egyetlen megmaradt műtárgy az Eger-patakon átívelő, ma közúti funkciójú híd. Feljebb erdészeti földút vezet az egykori nyomvonalon; helyenként GV jelzésű határkövek fellelhetők. A hidakból feljebb is csak a hídfők maradtak. A keselyőbérci végállomáson megtalálható a vasút romos forgalmi épülete.
A vasút 1922-es építésekor, az almári híd alapozása során egy pálos kolostor romjai kerültek elő. Ennek feltárására csak a vonal 1978-as felbontása után kerülhetett sor.

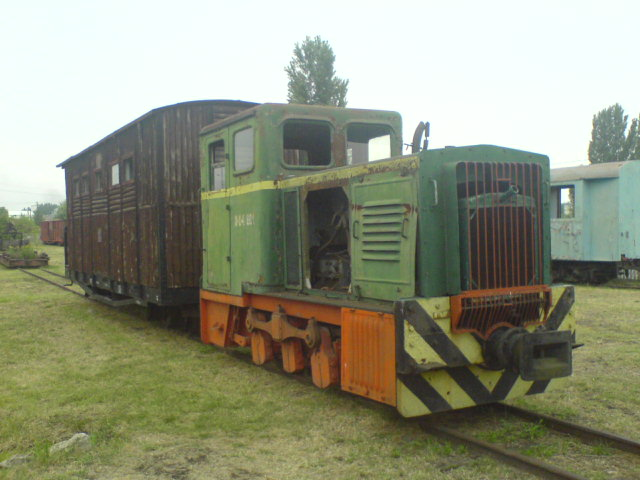
Az Egri GV egykori L–60-as mozdonya Kecskeméten (2008 óta felújítva a Szob–Nagybörzsöny erdei vasúton közlekedik)

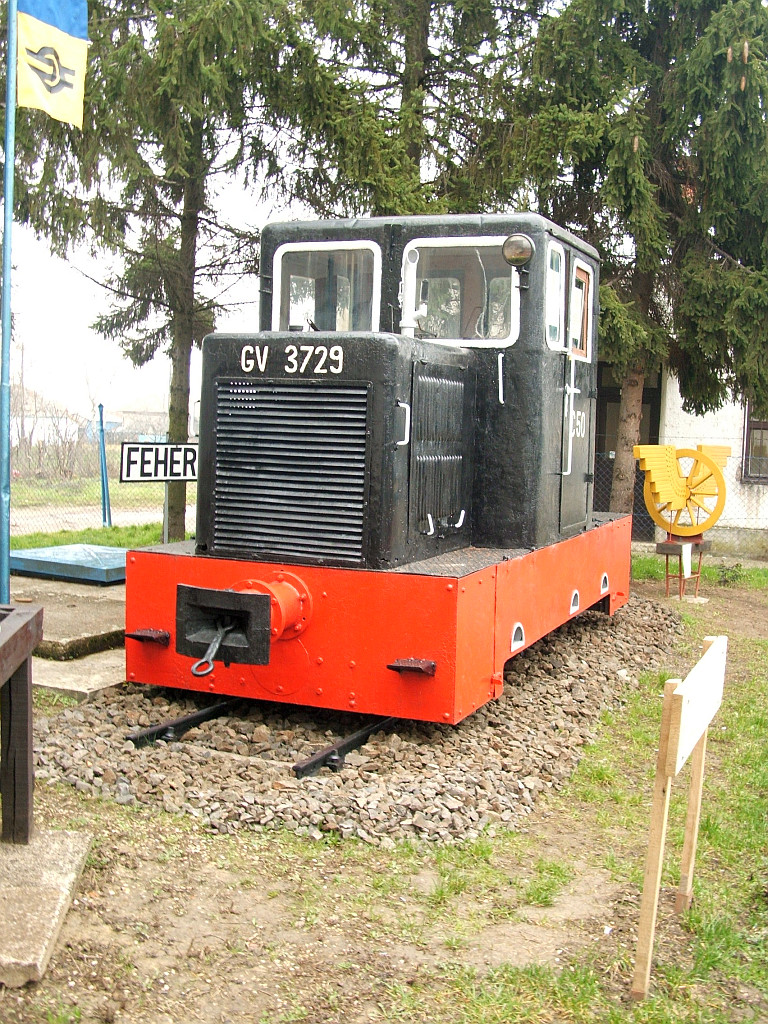
A GV 3729 psz. C–50-es dízelmozdony Fehérgyarmat vasútállomáson kiállítva

## Járművek

### 1922–1926
Gőzmozdonyok:
- „Jung Arnold gyárába 173 gyári szám alatt készült” háromcsatlós Sándor gőzmozdony (a Királyréti Erdei Vasútról)[1]

### 1958–1976
Dízelmozdonyok:
- GV 61101, 61103 psz. L–60-as LOWA dízelmozdonyok (1958–1962; a GV 61101 1953-tól a Balatonfenyvesi Gazdasági Vasúton szolgált, 1962-ben pedig Várpalotán át Lillafüredre került, további sorsa ismeretlen; a GV 61103 1962-től Felsőtárkányban szolgált M-3 számon, majd 1963. július 22-én szintén Szilvásváradra került először 043,785, majd 1965-től D 04-601 számon. Az 1990-es évek elején üzemképtelen állapotban a Kecskeméti Kisvasút járműskanzenébe került, 2008 óta felújítva a Szob–Nagybörzsöny erdei vasúton közlekedik)[2]
- GV 3729 psz. C–50-es dízelmozdony (1958–
- GV 3715 psz. C–50-es dízelmozdony (1961–
- M297,4007, M297,4008 psz. C–50-es dízelmozdony (1962-ben Sárospatakról)

Személykocsik:
- 2 db Bak, 2 B sorozatú személykocsi

Teherkocsik:
- 42 db J és Ja sorozatú teherkocsi (1958)
- 16 db J, 16 db Ja és 13 db Jah teherkocsi (1967)
- Ubn csillék[1]